# Lech Szymańczyk
Lech Szymańczyk (ur. 15 maja 1949 w Woli Młockiej) – polski polityk, związkowiec, poseł na Sejm II, III i V kadencji.

## Życiorys

### Wykształcenie i praca zawodowa
Uzyskał wykształcenie wyższe menedżerskie. Wcześniej, w 1975 ukończył Technikum Mechaniczne w Grodzisku Mazowieckim. W latach 1988–1990 studiował na Akademii Nauk Społecznych przy KC PZPR.
Od 1968 do 1975 pracował na stanowisku formierz-operator w Zakładach Mechanicznych „Ursus”. Następnie, do 1988 odpowiedzialny za kontrolę jakości, normalizację i postęp techniczny, zaopatrzenie i zbyt w Pruszkowskiej Spółdzielni Pracy „Produs”, gdzie był także wiceprezesem ds. administracyjno-handlowych. W latach 1988–1991 był wiceprzewodniczącym Federacji Spółdzielczych Związków Zawodowych. Później pracował w prywatnych firmach jako doradca zarządu i dyrektor spółki; kierował m.in. przedsiębiorstwem budowlanym. W latach 2001–2005 zasiadał w Wojewódzkiej Komisji Dialogu Społecznego. Od 2002 był krótko członkiem rady nadzorczej spółki prawa handlowego Pekaes. Od 2003 do 2005 pełnił funkcję wiceprzewodniczącego Związku Pracodawców – Polskie Przymierze Gospodarcze.
W 2009 został przewodniczącym rady nadzorczej Polskiego Radia Lublin. W lutym 2010 objął funkcję p.o. prezesa tego radia, którą pełnił do kwietnia tego samego roku, kiedy został zatrudniony w dziale administracji Telewizji Polskiej.

### Działalność polityczna i związkowa
Od 1976 do rozwiązania należał do Polskiej Zjednoczonej Partii Robotniczej. W latach 1988–2002 kierował OPZZ w regionie Mazowsze. Zasiadał też w Prezydium organizacji. W okresie 1995–2002 przewodniczył Ruchowi Ludzi Pracy. W wyborach do Sejmu w 1993, otrzymawszy 10 142 głosy, uzyskał w okręgu podwarszawskim mandat poselski z listy Sojuszu Lewicy Demokratycznej. W wyborach w 1997 został ponownie wybrany liczbą 9422 głosów. Zasiadł wówczas w Komisji Samorządu Terytorialnego i Polityki Regionalnej oraz Komisji Zdrowia. W wyborach parlamentarnych w 2001 nie ubiegał się o reelekcję. Był członkiem komitetu wyborczego Andrzeja Leppera jako kandydata w wyborach prezydenckich w 2005.
W wyborach parlamentarnych w tym samym roku jako kandydat bezpartyjny, startując z listy Samoobrony RP ponownie został posłem (V kadencji) z okręgu płockiego liczbą 7393 głosów. Pracował w Komisji Finansów Publicznych oraz Komisji Rozwoju Przedsiębiorczości. Był wiceprzewodniczącym Podkomisji nadzwyczajnej do rozpatrzenia poselskiego projektu ustawy o wielkopowierzchniowych obiektach handlowych. W przedterminowych wyborach parlamentarnych w 2007 bez powodzenia ubiegał się o reelekcję (uzyskał 1665 głosów).
W 2010 został prezesem mazowiecko-warszawskich struktur Partii Regionów. Był także członkiem krajowego komitetu wykonawczego tego ugrupowania. Obie te funkcje pełnił do marca 2011. W maju 2012 współtworzył RLP (reaktywowany jako stowarzyszenie). Przystąpił do SLD. W wyborach samorządowych w 2014 bez powodzenia ubiegał się o urząd burmistrza Grodziska Mazowieckiego z ramienia Ruchu Ludzi Pracy (uzyskał 2,86% głosów i zajął ostatnie miejsce spośród czterech kandydatów). Został członkiem zarządu głównego Stowarzyszenia Parlamentarzystów Polskich.

## Odznaczenia
W 2002, za wybitne zasługi w działalności związkowej, został odznaczony przez prezydenta Aleksandra Kwaśniewskiego Krzyżem Kawalerskim Orderu Odrodzenia Polski.

## Życie prywatne
Jest żonaty, ma troje dzieci.